# Ermans Birke

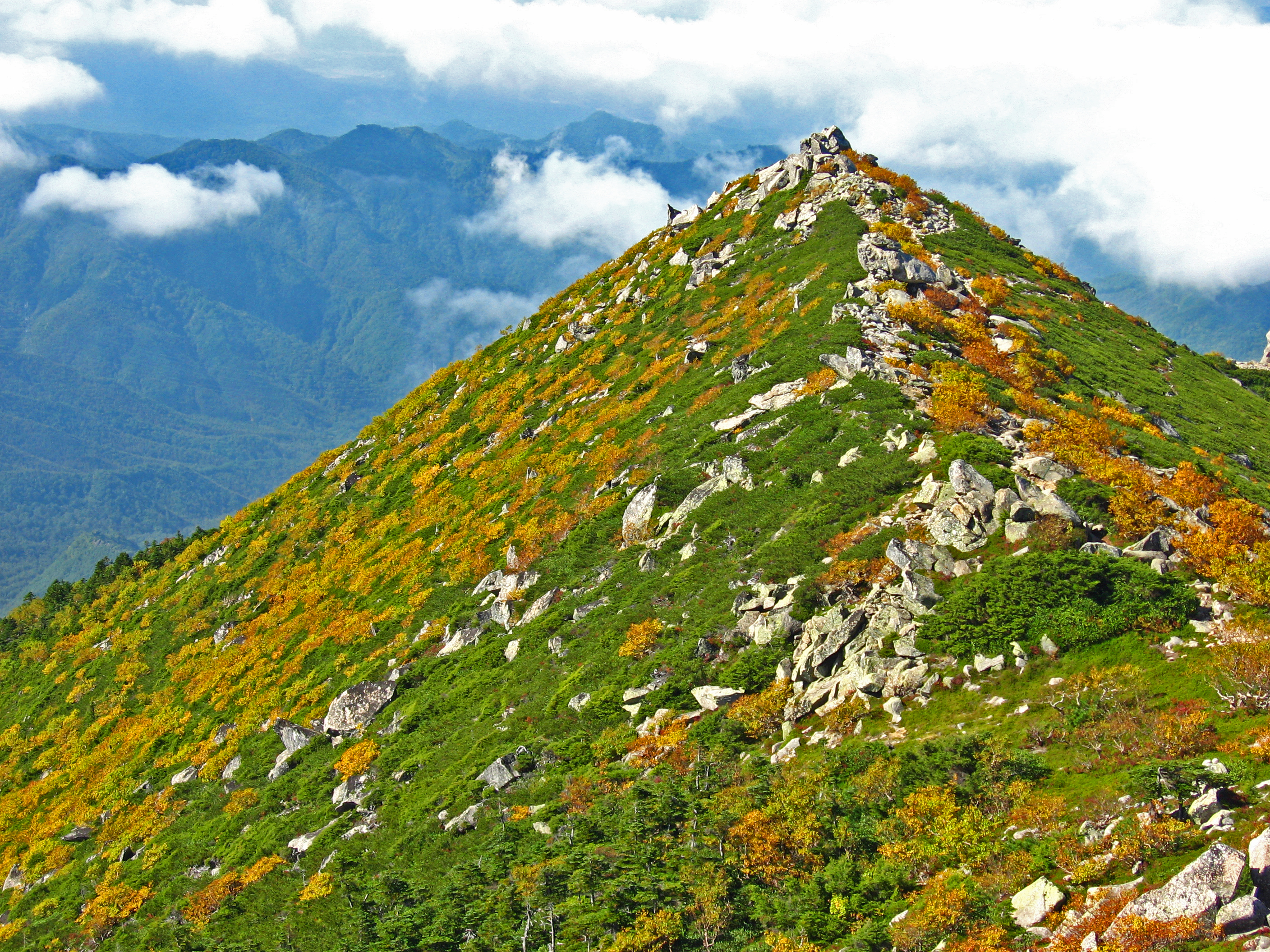
Blick vom Kimpi-Gipfel im Okuchichibu-Gebirge auf Honshū mit vielen Ermans Birken im Herbstlaub

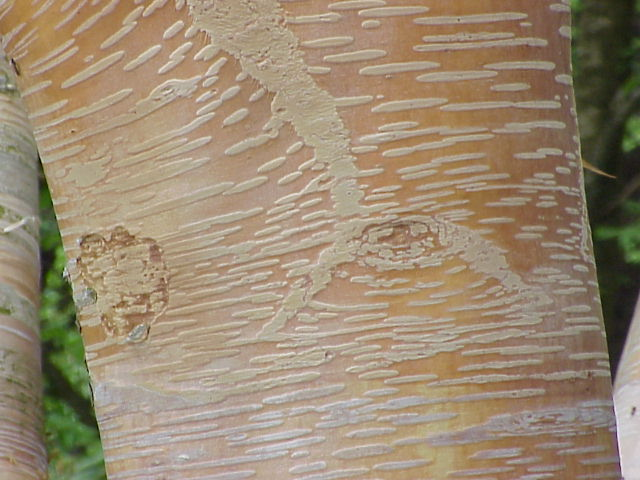
Detailaufnahme der Borke

Ermans Birke (Betula ermanii), auch Gold-Birke, Steinbirke oder Kamtschatka-Birke, ist eine Laubbaum-Art aus der Gattung der Birken (Betula).

## Beschreibung
Ermans Birke ist ein sommergrüner Baum, der Wuchshöhen zwischen 4 und 12 Metern erreicht. Selten erreichen Exemplare Extremwerte bis zu 20 Metern. Die Borke ist gelbweiß und abrollend. Die Rinde junger Zweige ist kahl, aber mit drüsigen Warzen und von oranger Farbe.
Die gestielten Laubblätter sind breit eiförmig. Auf der Blattspreite finden sich beiderseits zwischen sieben und elf Seitenadern, die dem Blatt eine rippenartige Oberfläche verleihen. Die Adern auf der Blattoberseite sind mehr oder weniger stark eingesenkt. Die Blattspreite ist 5 bis 8 Zentimeter lang, 4 bis 6 Zentimeter breit und lang zugespitzt. Die Basis der Spreite ist gestutzt bis herzförmig. Die Blattoberfläche ist ledrig. Der Blattrand grob gesägt. Die Spreite ist beidseitig drüsig und nur auf den Adern behaart, auf der Unterseite mit Achselbärten. Die Blattstiele sind zwischen 1,5 und 2,5 Zentimeter lang und warzig.
Die Blütezeit beginnt im Mai. Die einzeln und aufrecht stehenden kätzchenförmigen Blütenstände sind bei einer Länge von 2 bis 3 Zentimeter und einem Durchmesser von etwa 1,5 Zentimeter  eiförmig.
Die Chromosomenzahl beträgt 2n = 56, seltener 63.

## Verbreitung
Die Art ist sehr kältetolerant. In Russland findet sich Ermans Birke im südlichen Sibirien, in Burjatien und in Transbaikalien sowie in Sacha, Kamtschatka und auf Sachalin. Auch auf den Kurilen ist die Art häufig.
In der Volksrepublik China erstreckt sich das Verbreitungsgebiet über die Provinzen Heilongjiang, Jilin, Liaoning und die autonome Region Innere Mongolei.
In Japan ist die Art auf Hokkaidō, Honshū, Shikoku verbreitet. Weitere Vorkommen finden sich in Korea.

## Systematik
Man kann zwei Varietäten unterscheiden:
- Betula ermanii var. ermanii: Sie kommt von Russlands Fernem Osten bis Japan vor.[2]
- Betula ermanii var. lanata Regel (Syn.: Betula lanata (Regel) V.N.Vassil.): Sie kommt von Sibirien bis zum fernöstlichen Russland und bis China vor.[2]